# 高照寺 (南房総市)
高照寺（こうしょうじ）は、千葉県南房総市山田にある、曹洞宗の寺院。山号は太嶺山（たいれいさん）。

## 概要
寺伝では、1489年（長享3年）頃に川名家初代が高照寺建立を発願、開創され里見家兵法指南役川名藤七郎により、1558年～1569年（永禄年間）頃に建立された。本尊は安房国百八箇所地蔵の二十九番札所地蔵でもある地蔵菩薩。堂内には平群二十一箇所弘法大師の二十一番札所大師などがある。観音堂の十一面観世音菩薩は、大椙山椙福寺（廃寺）に安置されていたものが、常光院小杉寺（廃寺）に移され、1912年（大正3年）高照寺に移された。

## 文化財
- 高照寺鰐口（南房総市指定有形文化財）

## 交通アクセス
- 富津館山道路鋸南富山インターチェンジから車で10分。

## 隣の札所
安房国札三十四観音霊場
14 神照寺 -- 15 高照寺 -- 16 石間寺